# 부평역사박물관
부평역사박물관(富平歷史博物館)은 인천광역시 부평구 소재의 공립 박물관이다.
- 2007년 3월 29일 개관이다.

## 시설 현황
규모 : 지하1층/지상2층/연면적 3,056㎡(924평)

## 관람 안내
- 관람 시간: 화요일 ~ 일요일 09:00 ~ 18:00(입장 시간은 17:00 마감)
- 휴관일: 매주 월요일